# Estádio Serra Dourada
Estádio Serra Dourada – stadion piłkarski w Goiânia, Goiás, Brazylia, na którym swoje mecze rozgrywają kluby Goiás EC i Vila Nova Goiânia. Stadion został zaprojektowany przez zdobywcę Nagrody Pritzkera, Brazylijczyka Paulo Mendes da Rocha. Pierwszą bramkę na Serra Dourada zdobył Octávio, zawodnik reprezentacji Portugalii.
Stadion był również gospodarzem powtórzonego meczu, fazy grupowej Copa Libertadores w roku 1981, pomiędzy CR Flamengo i Atlético Mineiro, który zakończył się zwycięstwem Flamengo po tym, jak sędzia José Roberto Wright pokazał czerwone kartki pięciu zawodników Atlético Mineiro.